# L'ora fatale
L'ora fatale (The Fatal Hour) è un film del 1940 diretto da William Nigh.
È un film poliziesco a sfondo giallo e thriller statunitense con Boris Karloff, Marjorie Reynolds e Grant Withers. Fa parte della serie di film del detective cinese americano Mr. Wong, interpretato da Karloff, a loro volta ispirati alla serie di romanzi di Hugh Wiley.

## Trama
Il corpo del poliziotto Dan Grady viene ripescato nella baia di San Francisco privo di vita e con chiari indizi di una esecuzione. Il suo buon amico capitano Street, molto toccato dalla tragedia, chiede l'aiuto di Mr. Wong e della giornalista Bobbie Logan per venire a capo del mistero. Dan stava svolgendo un'indagine sul contrabbando di pietre preziose, e le indagini portano a sospettare del negozio del gioielliere Frank Belden. Spunta un testimone che ha visto Dan alle 20,30 della sera precedente al club Neptune, locale poco raccomandabile gestito da Harry manolesta Lockett noto baro, truffatore e contrabbandiere. Le indagini condurranno alla scoperta di un giro di traffico di pietre preziose che ruotava proprio intorno al Neptune, in cui erano invischiati sia il titolare che lo stesso Frank Belden, che la vamp Tanya Serova. Lentamente però tutti i membri della banda finiscono uccisi, e la colpa sembra ricadere sul giovane Frank Belden jr. figlio del gioielliere e fidanzato della Serova. Sarà proprio Wong a scoprire l'astuto stratagemma ingegnato dal vero colpevole per incastrare il giovane, così il capo della banda, l'avvocato John T. Forbes, viene arrestato dal capitano Street grazie alla determinante collaborazione della signorina Logan.

## Produzione
Il film, diretto da William Nigh su una sceneggiatura di Scott Darling e George Waggner e sui personaggi dei romanzi di Hugh Wiley, fu prodotto da Scott R. Dunlap per la Monogram Pictures e girato dal 28 novembre 1939. Il titolo di lavorazione fu  Mr. Wong at Headquarters.

## Distribuzione
Il film fu distribuito con il titolo The Fatal Hour negli Stati Uniti nel 1940 al cinema dalla Monogram Pictures.
Altre distribuzioni:
- negli Stati Uniti il 15 gennaio 1940
- in Svezia il 24 gennaio 1942 (Den ödesdigra timmen)
- in Messico il 7 maggio 1942 (La hora fatídica)
- in Portogallo il 4 ottobre 1943 (A Hora Fatal)
- in Italia (L'ora fatale)
- nel Regno Unito (Mr. Wong at Headquarters)
- in Brasile (Noite de Terror)